# Chromonephthea rubra
Chromonephthea rubra is een zachte koraalsoort uit de familie Nephtheidae. De koraalsoort komt uit het geslacht Chromonephthea. Chromonephthea rubra werd in 1910 voor het eerst wetenschappelijk beschreven door Kükenthal. 